# Motor transversal

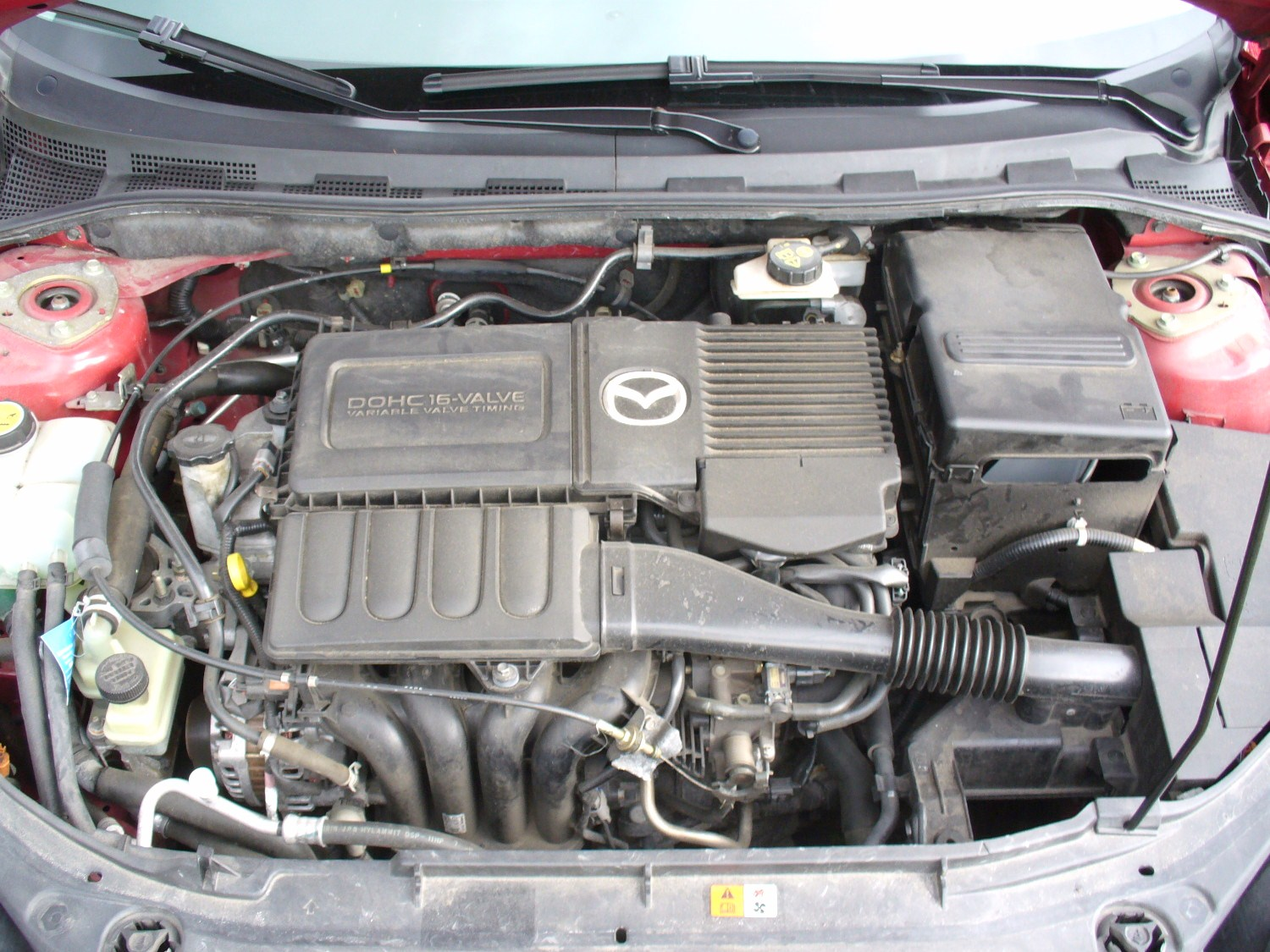
Motor del Mazda 3 Sport de 1.6 l de 4 cilindres, transversal en línia

Un motor transversal és en automòbils i motocicletes, un motor de combustió interna el cigonyal del qual està muntat perpendicular a l'eix major del vehicle i paral·lel a l'eix de les rodes del vehicle.

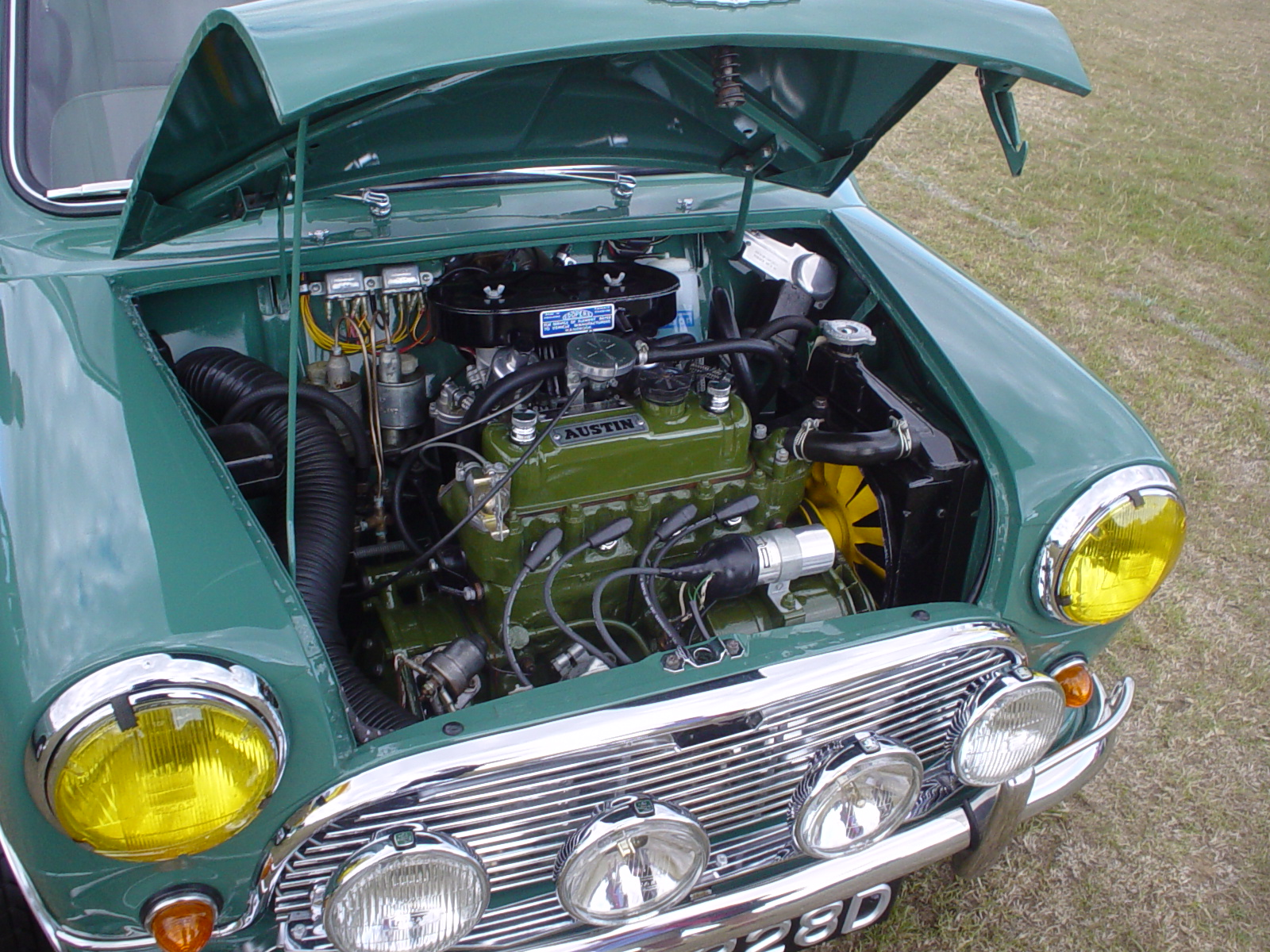
Motor muntat transversalment en un Mini Cooper

La majoria dels automòbils amb tracció davantera tenen motors en línia muntats transversalment, els vehicles amb tracció del darrere generalment tenen motors longitudinals muntats a la part davantera. El primer automòbil de producció amb motor transversal i tracció davantera exitós va ser el DKW sèrie F1 de dos cilindres, que va aparèixer per primera vegada el 1931. Després de la Segona Guerra Mundial, SAAB va utilitzar la configuració en el seu primer model, el Saab 92, el 1947. La configuració també es va usar per a les actuacions marca Goliath, que va formar part del fabricant d'automòbils Borgward Group a Bremen-Hastedt i Hansa i en alguns altres automòbils alemanys. No obstant això, va ser amb el Morris 1100 i després amb el Mini ambdós d' Alec Issigonis, presentats per la British Motor Corporation el 1959, que el disseny va guanyar reconeixement.

## Muntatge transversal del cigonyal amb automòbils

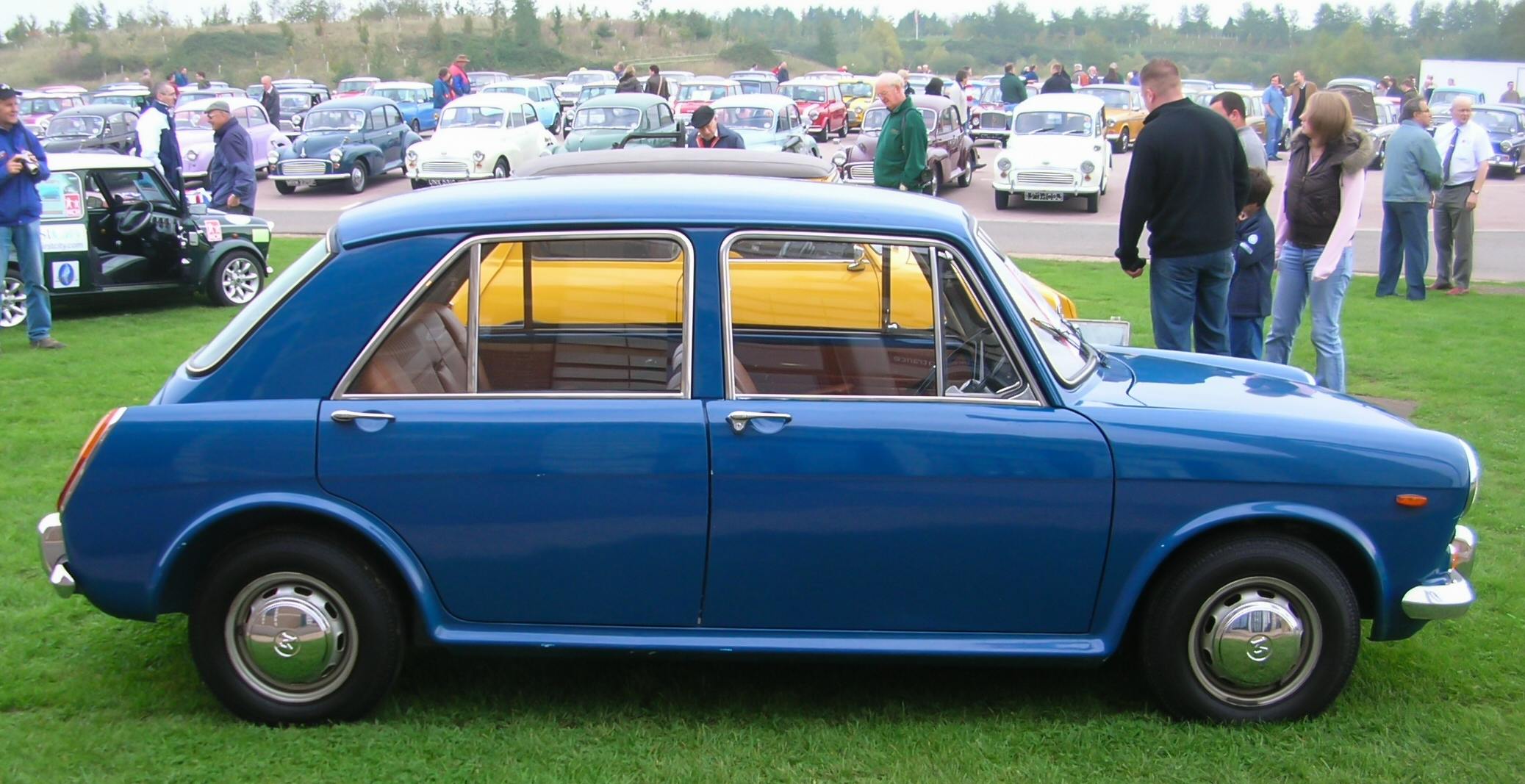
Morris 1100

- Disposició Issigonis :Morris 1100 Va ser el sistema pioner ideat per l'enginyer britànic d'origen grec Sir Alec Issigonis per al Mini, es va utilitzar en molts models de BMC o en els primers Peugeot de tracció davantera (motor Douvrin). A diferència del sistema Giacosa la caixa de canvis estava integrada « in-sump » al càrter del motor sota el cigonyal compartint greixatge i manant uns semieixos d'igual longitud. Una altra característica del sistema era la utilització d'un ventilador en continuació del cigonyal accionat pel mecanisme tradicional d'embragatge tèrmic, cosa que obligava a situar el radiador a l'aleta davantera esquerra.

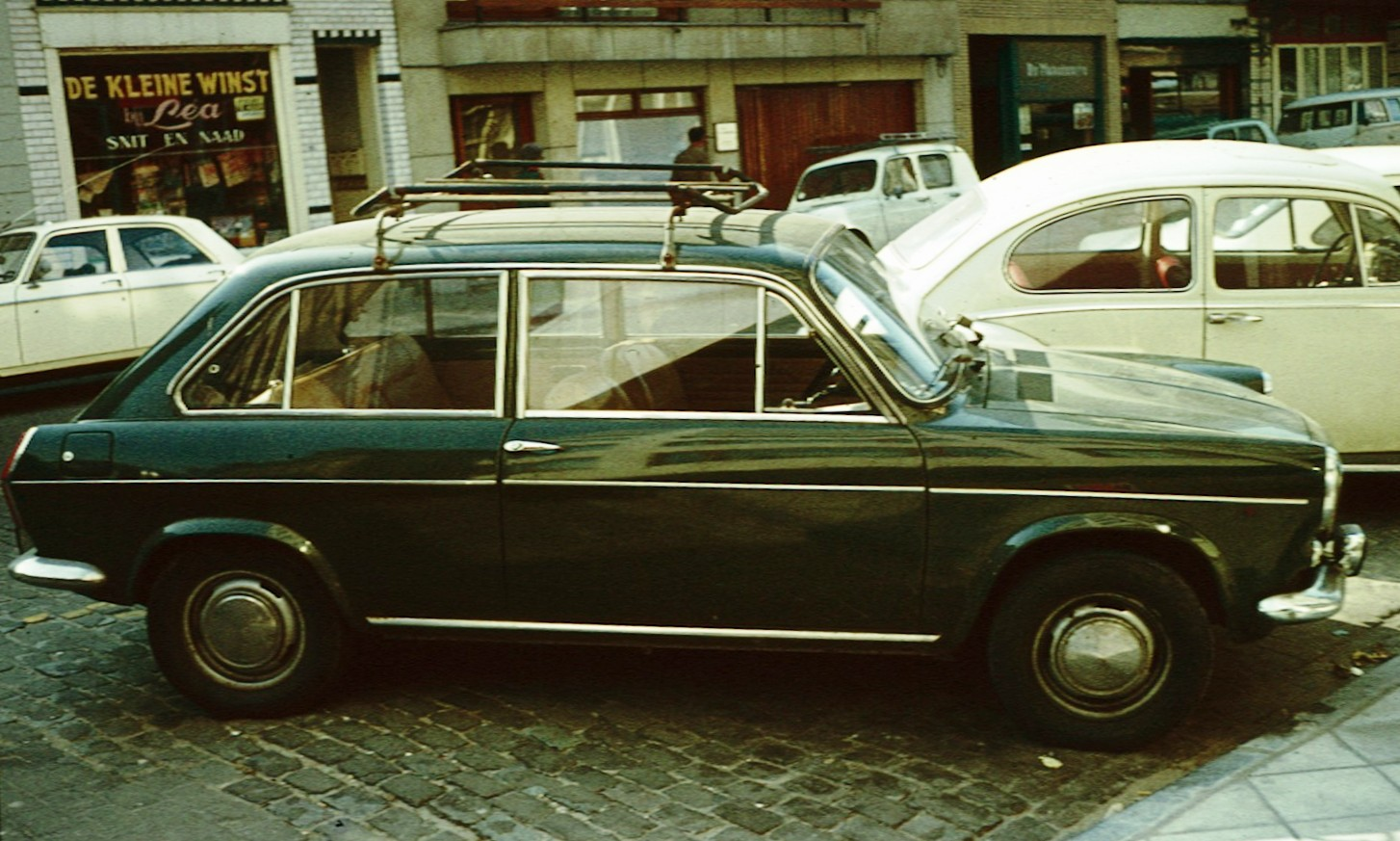
Autobianchi Primula

- Disposició Giacosa :Autobianchi Primula En la immensa majoria dels automòbils amb el motor situat transversalment s'utilitza l'anomenada disposició Giacosa dissenyada per l'enginyer italià Dante Giacosa per a l' Autobianchi Primula, sistema que seria després popularitzat pel Fiat 128. En aquesta disposició la caixa de canvis és independent del motor i se situa també transversalment, amb l'embragatge acoblat al volant d'inèrcia. El muntatge independent de la caixa té l'avantatge de separar el greixatge del motor, cosa que és convenient per les diferents necessitats de cadascun dels sistemes. El seu principal inconvenient és que obliga a utilitzar semieixos de diferent longitud, per la qual cosa per a potències altes es recorre a dividir el semitge més llarg en dues parts per evitar possibles cops de banda deguts a l'efecte giroscòpic. Una altra característica típica del sistema ideat per Giacosa va ser la utilització d'un radiador situat al seu lloc habitual al frontal del vehicle, cosa que obligava a utilitzar un ventilador de comandament elèctric.

## Muntatge transversal del cigonyal amb motocicletes

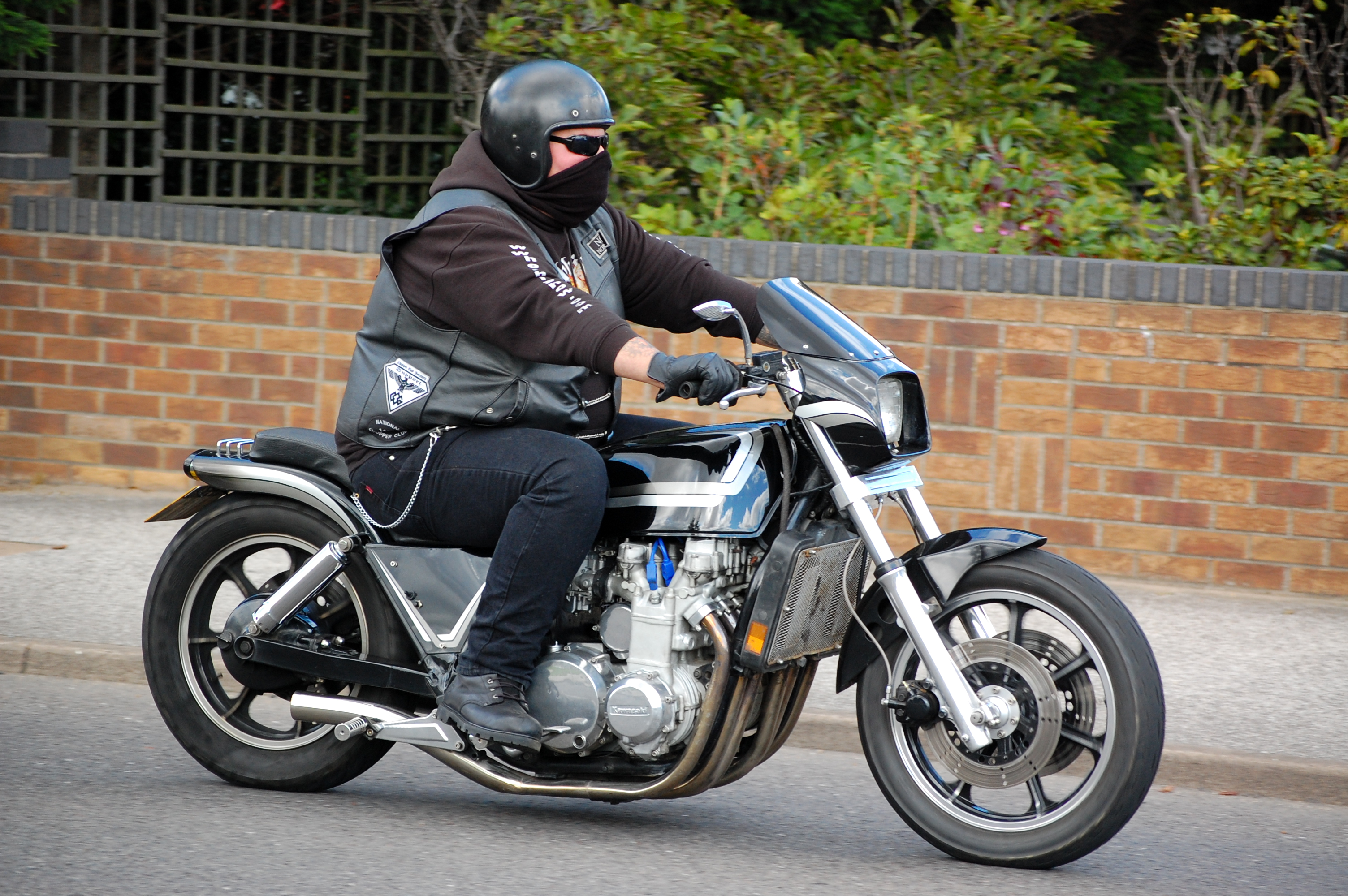
Motor de la Kawasaki Z1300 de 6 cilindres, transversal en línia

A la majoria de les motocicletes d'1 cilindre, o de 2 o més cilindres en línia, el motor està muntat amb l'eix del cigonyal transversal, ja que així la transmissió de cadena o banda és directa (sense engrani a 90°). No obstant això es necessita engrani a 90° per a motocicletes de motor transversal i transmissió a eix i cardan com a les Harley-Davidsons, Ducatis i moltes motocicletes japoneses recents.

### Muntatge transversal de motor V2

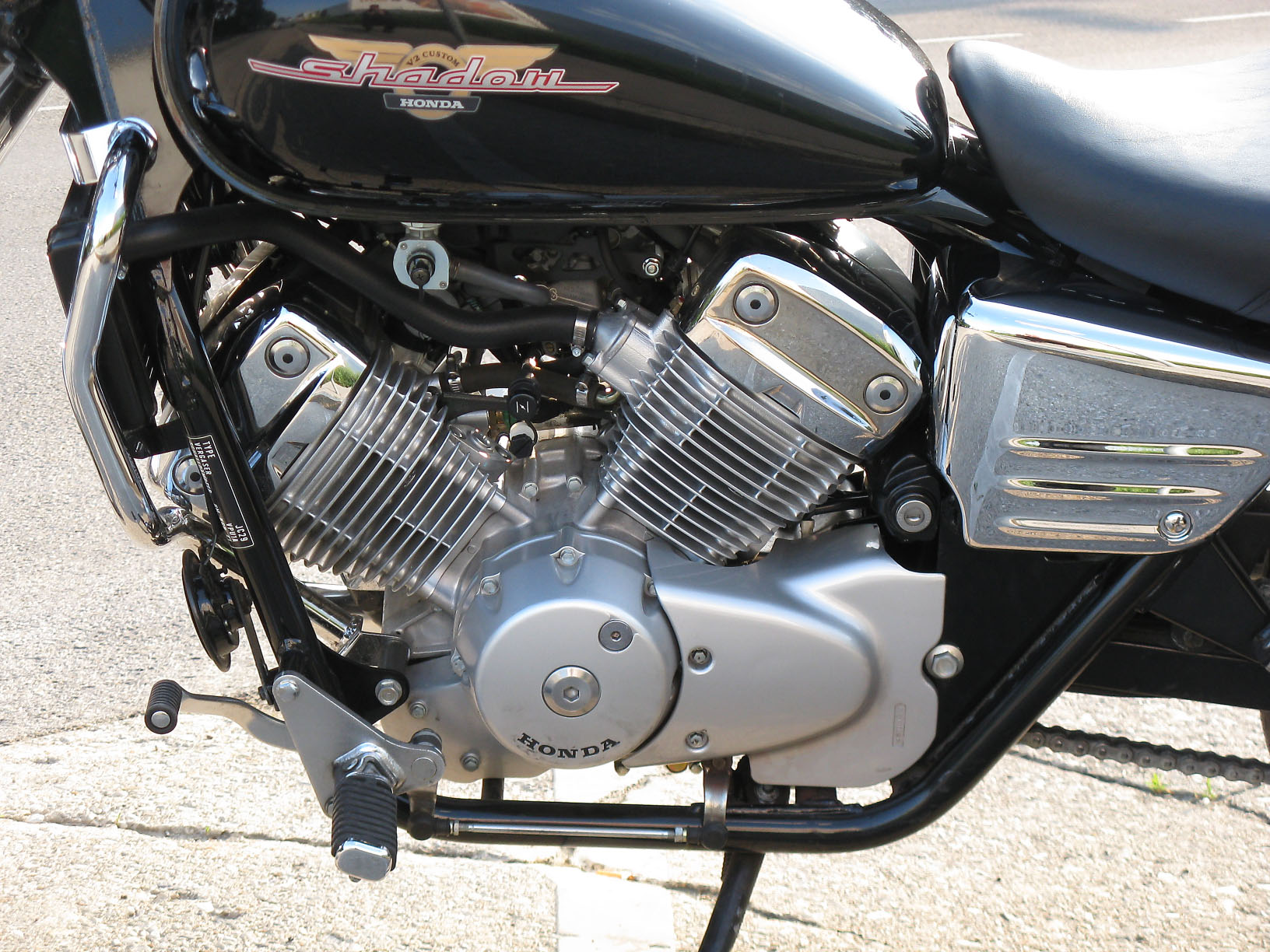
Honda V2 a 90 ° de muntatge transversal.

En una configuració V2 transversal, es pot fer una motocicleta més estreta ja que una V2 de cigonyal transversal ocupa la mateixa amplada que una amb motor monocilíndric, amb l'avantatge d'un millor maneig. Un desavantatge d'aquesta configuració per als motors V2 refredats per aire és el refredament menor al cilindre del darrere.
Alguns V2 transversals usen un sol carburador per a tots dos cilindres, al mig de la V. Mentre que això permet estalvi en els materials, crea problemes addicionals d'escalfament.

Algunas estrategias de enfriamiento en motores V2 a 90° y cigüeñal transversal
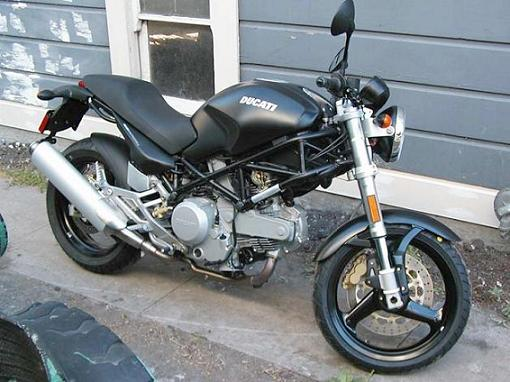
Aquesta Ducati Monster 620 té un cigonyal transversal v2 a 90° amb un cilindre horitzontal i un altre de vertical, l'horitzontal endavant i el vertical a dalt, per millorar el refredament.
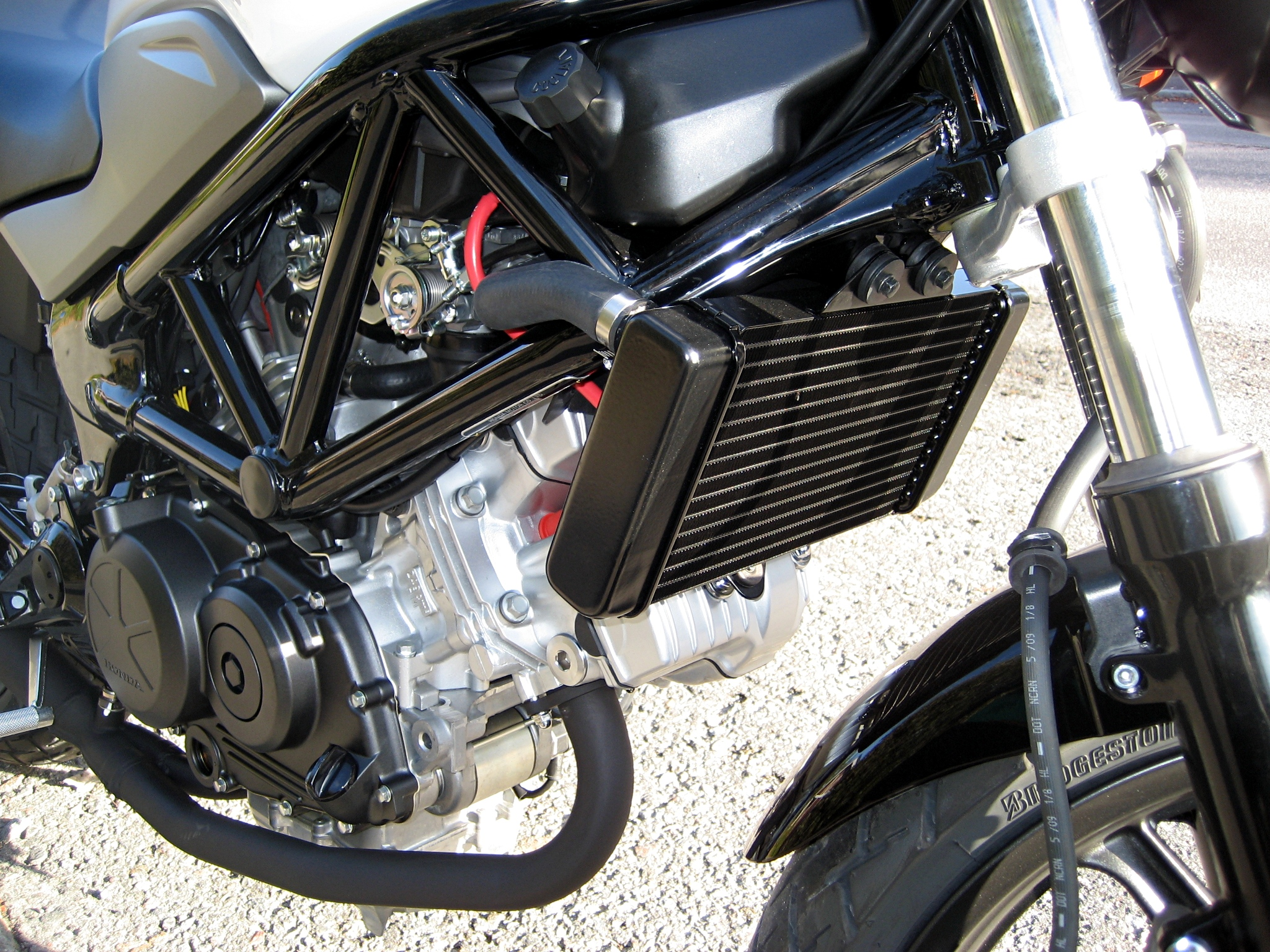
Honda's VTR250 és similar, però cada cilindre és a 45° de la vertical de manera que es bloqueja una mica el flux d'aire, però aquest motor està refredat per aigua.
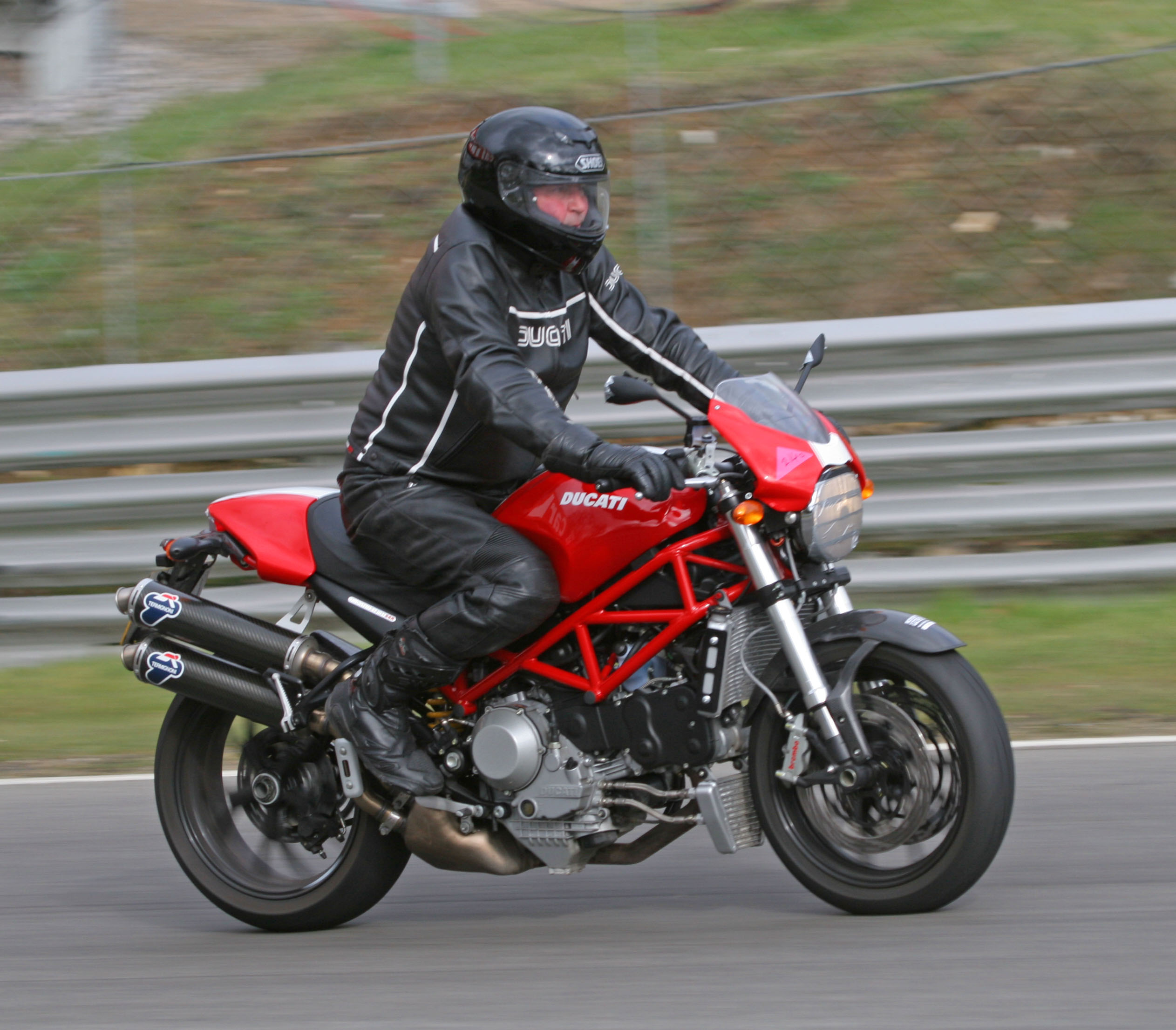
Com que els models Ducati tenen motors grans, tenen refredament per aigua i oli com aquest Monster S4RS. Com la VTR250, els radiadors estan al capdavant, però el refredament pel flux d'aire es té com a la Monster 620.